# Sofia Marangoni
Sofia Marangoni (Verona, 14 gennaio 1995) è una cestista italiana.

## Carriera

### Club
Ha esordito in Serie A1 femminile il 1º dicembre 2013 con la Reyer Venezia.
Sempre con le giovanili di Venezia era arrivata seconda nella finale scudetto del 2010 nella categoria Under-15, venendo selezionata tra le migliori 5 del torneo; ma lo Scudetto lo vinse 3 anni più tardi, ovvero nel campionato Under-19 del 2013.
Dalla stagione 2016-17 è passata alla Pallacanestro Torino.

### Nazionale
Ha indossato la maglia azzurra in tutte le categorie giovanili: Under 16, Under 17, Under 18 ed Under 20, conquistando 1 bronzo al Campionato Europeo Under-16 del 2011.
Ha inoltre raggiunto il sesto posto agli Europei Under-18 del 2013 ed il quinto agli Europei Under-20 del 2015.

## Palmarès

### Club
- Under-19: 1

Reyer Venezia: 2012-13

### Nazionale
- Campionati Europei Under 16: 1

Italia: 2011